# 野火止 (新座市)
野火止（のびとめ）は、埼玉県新座市の町名。現行行政地名は野火止一丁目から八丁目。郵便番号は352-0011。

## 地理
埼玉県新座市中央部、新座駅周辺一帯に位置している。区画整理事業が行われ、宅地化が進んでいる。北東から南西にかけて野火止用水が流れる。南西の境は関越自動車道が通っている。平林寺の緑地などが保全され、かつての武蔵野の風景も残る。東京都との県境近くで、2丁目は都営地下鉄大江戸線延伸計画における新座中央駅予定地の北側にあたり、大規模な開発構想がある。

### 河川
- 野火止用水

## 歴史
もとは江戸期より存在した新座郡野方領に属する野火止宿で、古くは室町期（文明18年）に記された『廻国雑記』より見出せる新座郡のうちの地名の野火止塚であった。野火止は野火留とも記された。

### 地名の由来
昔、焼き畑が行われた頃に、その火が人家に及ばないように、塚や堤を築いて止めたことによる【埼玉県地名辞典 韮塚一三郎 関東図書】。
古くは野火止塚に由来し、文明年間に記された「廻国雑記」にもこの地名が読みと取れるという。
なお、焼き畑農業の延焼を食い止めるために用水路（野火止用水）が多数作られたために野火止と名がつけられたと言う記載がweb上に見られるが、用水路が築かれる以前より野火止という名が地名として使われていたことより、これは誤りである（用水路が築かれる以前より既にこの地は野火止村と呼ばれていた）。
また、この用水路（野火止用水）は、生活用水として使うことを目的に築かれたものであり、焼き畑農業の延焼を止めるためではない。
なお、東京都東久留米市にも同名の地名があり、東村山市にも野火止小学校が存在するが、これらは「のびどめ」と読む。新座市内でも新座市立野火止小学校のように、読みを「のびどめ」とする場合もある。

### 沿革
- 知行ははじめは川越藩領で、1705年（宝永2年）より上野高崎藩領となる[4]。
- 1663年（寛文3年） - 平林寺が岩槻（現岩槻区平林寺）より当地に遷座する[4]。
- 幕末時点では新座郡野火止宿であった。明治初年の『旧高旧領取調帳』の記載によると、高崎藩が管轄する高崎藩領であった[9]。
- 時期不明（明治初期） - 野火止宿を改称して野火止村となる[4]。
- 1871年（明治4年）
  - 7月14日 - 廃藩置県により、高崎県[9]となる。
  - 11月14日 - 第1次府県統合により、入間県の管轄となる。
- 1873年（明治6年）6月15日 - 入間県が群馬県（第1次）と合併して熊谷県の管轄となる。
- 1876年（明治9年）8月21日 - 第2次府県統合により、埼玉県の管轄となる。
- 1879年（明治12年）3月17日 - 郡区町村編制法により成立した新座郡に属す。
- 1889年（明治22年）4月1日 - 町村制施行に伴ない、大和田町と野火止村、北野村、菅沢村、西堀村が合併し、新座郡大和田町が成立。野火止村は大和田町の大字野火止となる。
- 1896年（明治29年）4月1日 - 郡制の施行（同年3月29日）に伴ない、新座郡が北足立郡へ編入され、北足立郡に属す。
- 1955年（昭和30年）3月1日 - 大和田町と片山村が合併し、新座町が成立。新座町の大字となる。なお、同年大和田公民館が地内に開設される[4]。
- 1965年（昭和40年）4月1日 - 地内に新座町立新座中学校（現新座市立新座中学校）が設立される。
- 1970年（昭和45年）11月1日 - 市制施行により、新座市の大字となる。
- 1973年（昭和48年）
  - 4月1日 - 地内に国鉄武蔵野線が建設され、新座駅と新座貨物ターミナル駅が開業する[4]。
  - 7月1日 - 住居表示の実施に伴ない、大字野火止の一部があたご一丁目・三丁目[10]、石神一丁目・五丁目、新堀一丁目・二丁目、西堀一丁目、本多の各一部となる[11]。
- 1974年（昭和49年）8月1日 - 住居表示の実施に伴ない、大字野火止の一部より野火止一丁目・四丁目、大字野火止と大字西堀の各一部より野火止二丁目、大字野火止と大字菅沢の各一部より野火止三丁目が成立[4]。また、同日大字野火止の一部が菅沢二丁目の一部となる[12][11]。
- 1975年（昭和50年）8月1日 - 住居表示の実施に伴ない、大字野火止の一部より野火止五丁目〜七丁目、大字野火止と大字片山の各一部より野火止八丁目が成立[13]。また、同日大字野火止の一部が大和田二丁目[14]、北野一丁目・三丁目、中野一丁目、畑中一丁目の各一部となる。また、同日大字野火止の一部が東となる[11]。大字野火止が消滅。

## 世帯数と人口
2017年（平成29年）1月1日現在の世帯数と人口は以下の通りである。
| 丁目         | 世帯数     | 人口     |
| ------------ | ---------- | -------- |
| 野火止一丁目 | 1,324世帯  | 3,142人  |
| 野火止二丁目 | 217世帯    | 512人    |
| 野火止三丁目 | 991世帯    | 2,297人  |
| 野火止四丁目 | 2,229世帯  | 5,145人  |
| 野火止五丁目 | 3,357世帯  | 7,865人  |
| 野火止六丁目 | 1,917世帯  | 4,654人  |
| 野火止七丁目 | 1,387世帯  | 3,382人  |
| 野火止八丁目 | 1,946世帯  | 4,848人  |
| 計           | 13,368世帯 | 31,845人 |

## 小・中学校の学区
市立小・中学校に通う場合、学区は以下の通りとなる。
| 丁目         | 番地 | 小学校               | 中学校             |
| ------------ | --- | -------------------- | ------------------ |
| 野火止一丁目 | 全域 | 新座市立陣屋小学校   | 新座市立新座中学校 |
| 野火止二丁目 | 全域 | 新座市立陣屋小学校   | 新座市立新座中学校 |
| 野火止三丁目 | 1・2 16 | 新座市立陣屋小学校   | 新座市立新座中学校 |
| 野火止三丁目 | その他 | 新座市立野火止小学校 | 新座市立新座中学校 |
| 野火止四丁目 | 全域 | 新座市立野火止小学校 | 新座市立新座中学校 |
| 野火止五丁目 | 1番および2番のうち、国道 254 号、 主要地方道さいたま・東村山線 市道 11-01 号線及び市道第 11-30 号線 によって囲まれた区域 2番15〜28号 | 新座市立野火止小学校 | 新座市立新座中学校 |
| 野火止五丁目 | その他 | 新座市立大和田小学校 | 新座市立第二中学校 |
| 野火止六丁目 | 1～5 | 新座市立大和田小学校 | 新座市立第二中学校 |
| 野火止六丁目 | その他 | 新座市立東野小学校   | 新座市立第二中学校 |
| 野火止七丁目 | 9〜21 | 新座市立東野小学校   | 新座市立第二中学校 |
| 野火止七丁目 | その他 | 新座市立大和田小学校 | 新座市立第二中学校 |
| 野火止八丁目 | 1〜15 | 新座市立大和田小学校 | 新座市立第二中学校 |
| 野火止八丁目 | その他 | 新座市立東野小学校   | 新座市立第二中学校 |

## 交通

### 鉄道
- JR東日本武蔵野線 新座駅

また地内北東部は東武東上線朝霞台駅・JR武蔵野線北朝霞駅や東武東上線志木駅が最寄り駅になっている区域もある。

### バス
- 西武バス（一般路線）
- にいバス（コミュニティバス）

### 道路
- 関越自動車道
- 国道254号（川越街道）
- 埼玉県道40号さいたま東村山線（志木街道）
- 埼玉県道109号新座和光線（旧 川越街道）
- 水道道路
- 産業道路
- 平林寺大門通り・新座中央通り
- こもれび通り

## 施設

### 寺社
- 平林寺（3丁目）
- 若宮八幡神社（3丁目）
- 番星寺（3丁目）
- 野火止氷川神社（8丁目）

### 公園・緑地
- 野火止ふれあい公園（1丁目）
- 野火止緑道（3丁目）
- 野火止緑道憩いの森（4丁目）
- 野火止運動場（4丁目）
- 野火止公園（4丁目）
- 駅南口公園（5丁目）
- 東野緑地（6丁目）
- 野火止用水公園（7丁目）
- 大門公園（8丁目）

### その他施設
1丁目
- 新座市役所
- 新座市立中央図書館
- 新座市民会館
- 野火止団地
- 新座市立陣屋小学校
- 白梅幼稚園
- 埼玉縣信用金庫

2丁目
- 新座市立新座中学校
- 新座消防署

4丁目
- 新座市立野火止小学校
- 野火止公民館
- すこやか保育園
- 新座野火止郵便局
- 野火止変電所

5丁目
- 新座駅
- 新座駅前交番
- すぎのこ保育園
- JAあさか野野火止支店

6丁目
- 新座市立東野小学校
- 巣鴨信用金庫
- 東京信用金庫

7丁目
- 新座市立第二中学校
- 新座警察署
- 白梅第二保育園
- 凸版印刷朝霞工場

8丁目
- 新座郵便局
- なみきの幼稚園

## 出身・ゆかりの人物
- 野口定男（哲学者） - 神奈川県横須賀市出身。晩年期に居住。

## 関連文献
- 「野火止宿 舊蹟 野火止塚」『新編武蔵風土記稿』 巻ノ131新座郡ノ3、内務省地理局、1884年6月。NDLJP:763996/41。